# Monument aux morts de Sarniguet
Le monument aux morts de Sarniguet (Hautes-Pyrénées, France) est consacré aux soldats de la commune morts lors des conflits du XXe siècle.

## Situation
Le Monument est situé au bord de la route départementale D 53, devant la mairie et école primaire du village.

## Historique
La sculpture est réalisée par Étienne Camus.

## Description
Le monument, se compose d'un piédestal, sur lequel se dresse la statue du Poilu au repos en fonte ciselée bronze patiné, œuvre du sculpteur Étienne Camus et réalisé par les Établissements Jacomet de Villedieu (Vaucluse).
Il se tient debout, les mains sur le canon de son fusil, dont la crosse repose à terre, orientée parallèlement à ses pieds. Il vêtu de son uniforme : casque, manteau, pantalon et bandes molletières. Il porte une décoration à son revers. Son visage est muni d'une moustache ; il regarde droit devant lui. Son pied gauche est légèrement avancé. Sa main gauche repose sur sa main droite.
Elevé sur un piédestal, le monument est entouré, d'une grille ; quatre obus, trophées de guerre, sont disposés de part et d'autre de la statue. 

## Galerie

Sélection de vues du monument aux morts municipal.
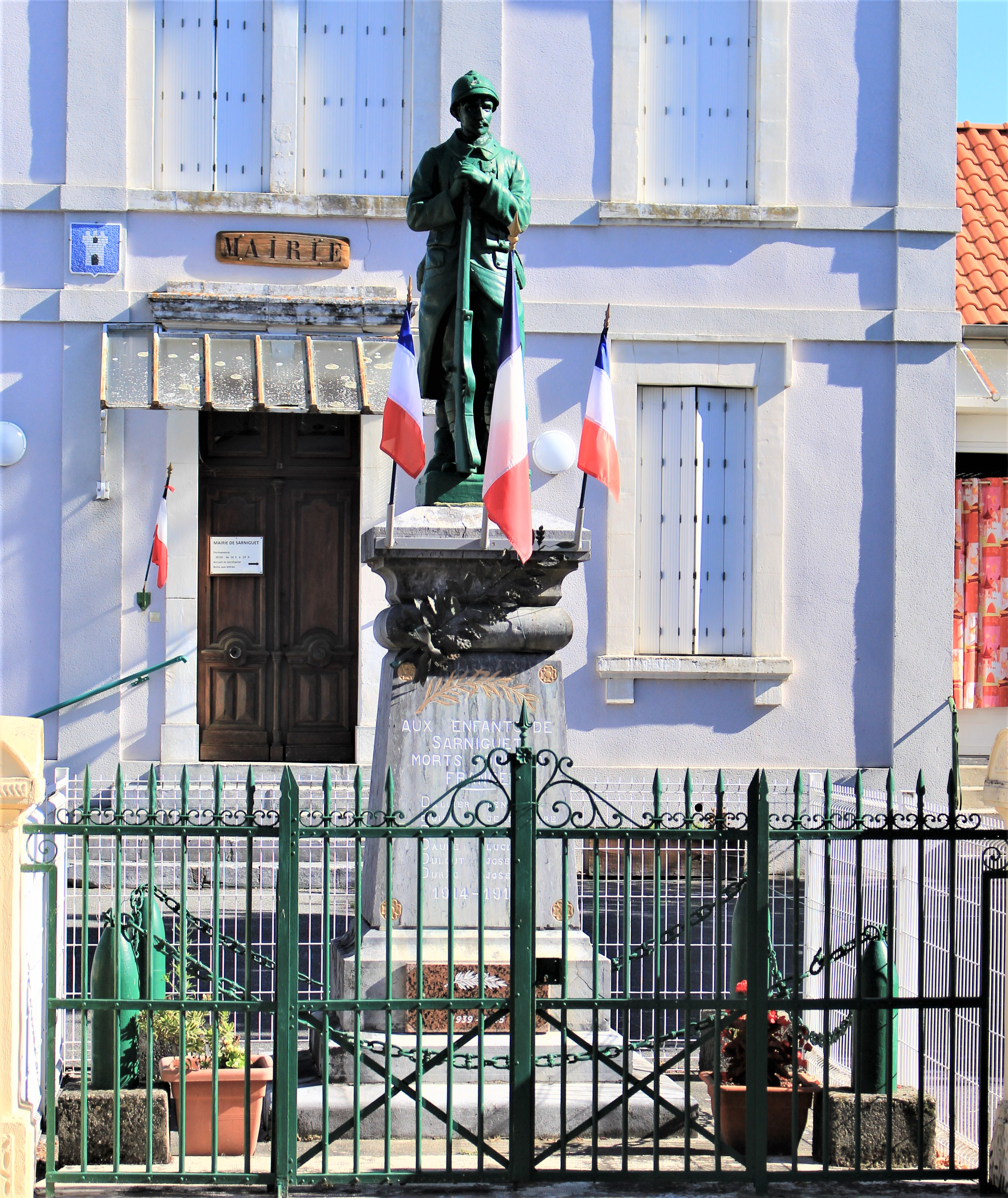
Le monument.
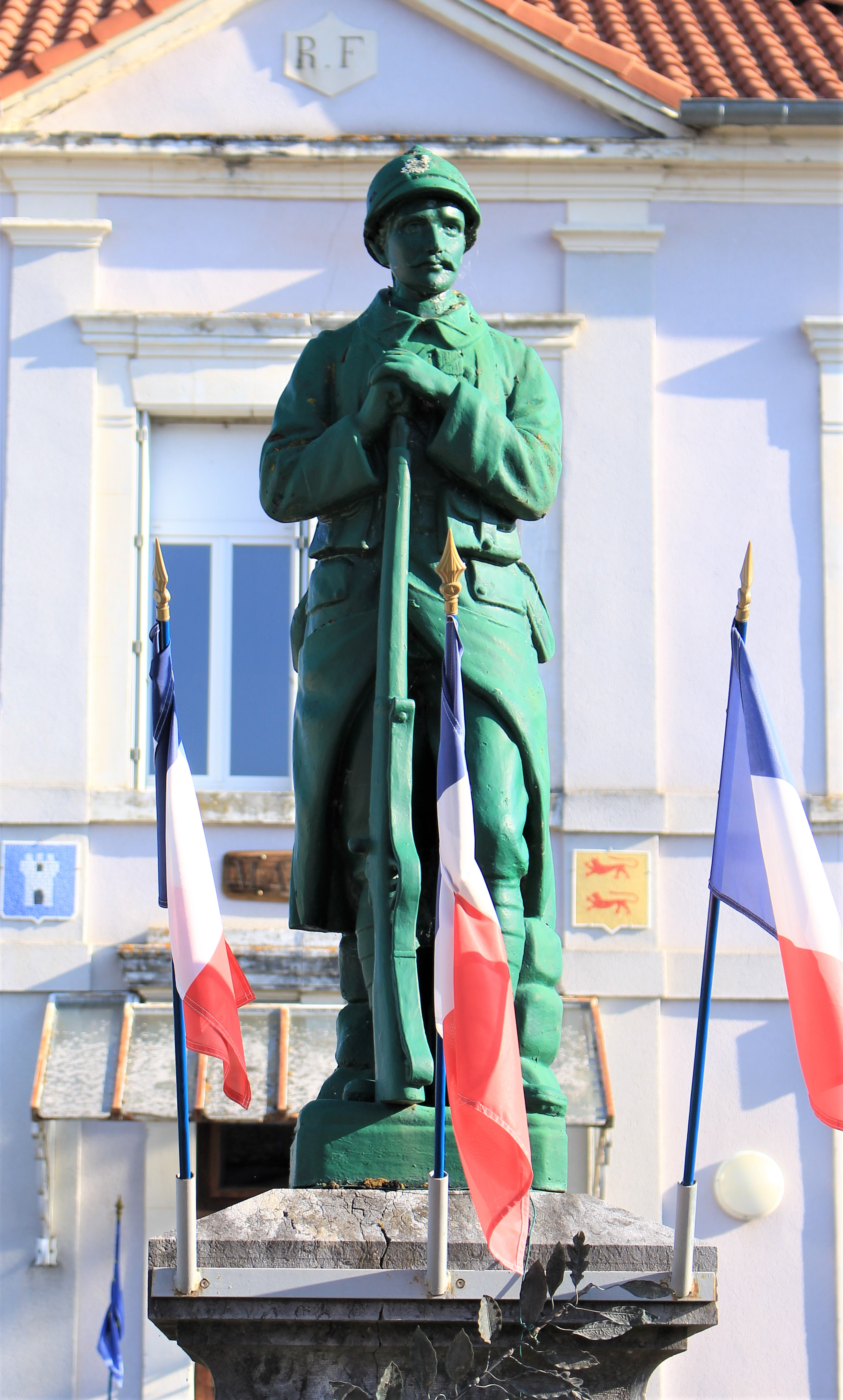
Le poilu.
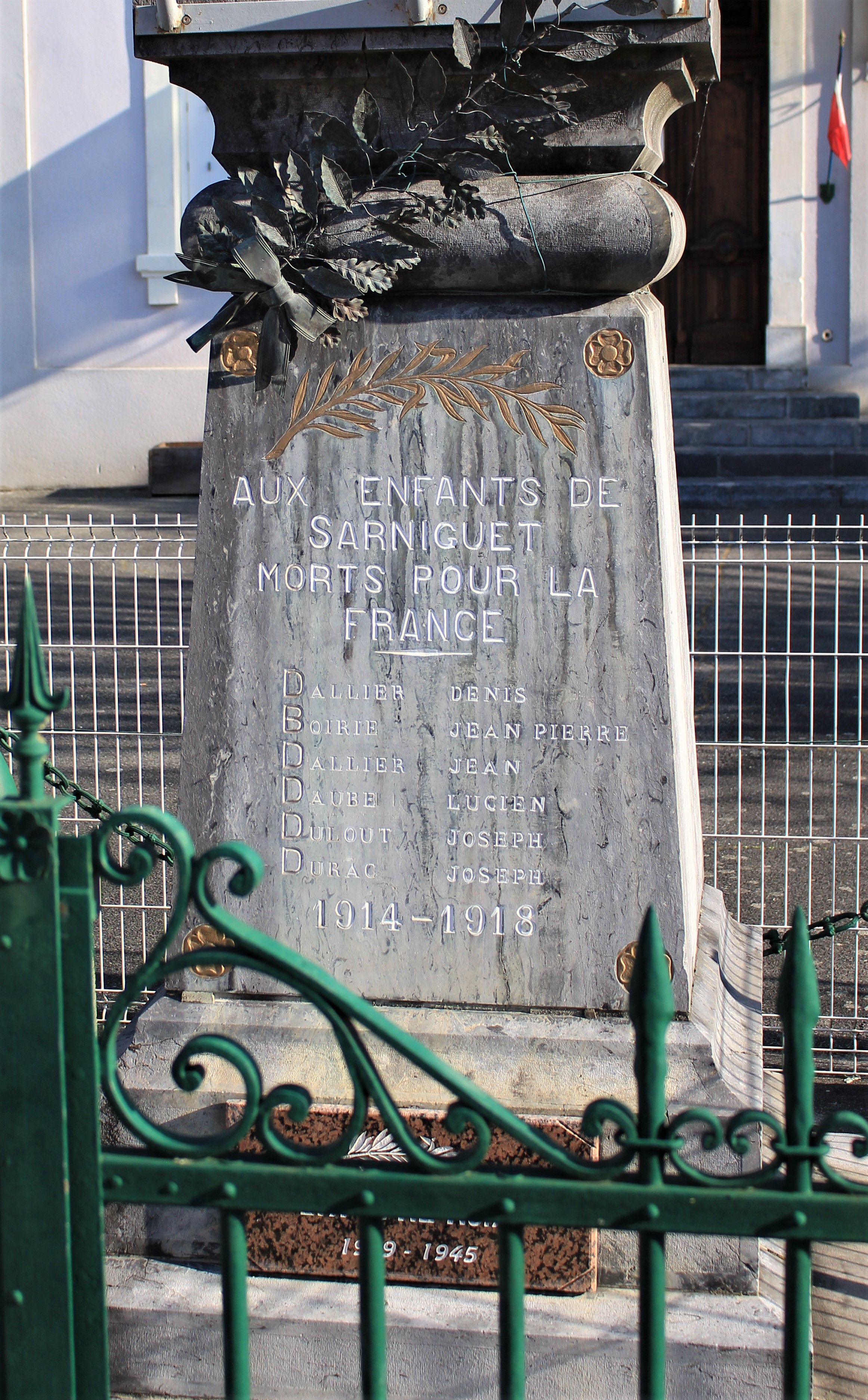
La stèle.